# Wintertime
Wintertime (bra Flor de Inverno) é um filme estadunidense de 1943, do gênero comédia musical, dirigido por John Brahm.

## Sinopse
Recém-chegados aos EUA, Nora e seu tio milionário são convencidos a investir em um hotel em ruínas. O músico desempregado Brad Barton faz uma peça para Nora, mas ela prefere ficar com o gerente do hotel Freddy Austin.

## Elenco
- Sonja Henie ... Nora Ostgaard
- Jack Oakie ... Skip Hutton
- Cesar Romero ... Brad Barton
- Carole Landis ... Flossie
- S. Z. Sakall ... tio Ostgaard
- Cornel Wilde ... Freddy Austin
- Woody Herman e sua orquestra ... eles mesmos
- Helene Reynolds ... Marian
- Don Douglas ...Jay Rogers
- Geary Steffen ...Jimmy

## Números musicais
- "I Like It Here" (com Cesar Romero e Carole Landis)
- "Jingle Bells" (com Woody Herman e sua orquestra)
- "Wintertime" (com Woody Herman e sua orquestra)
- "We Always Get Our Girl" (com Woody Herman e sua orquestra)
- "Dancing in the Dawn" (com Woody Herman e sua orquestra)
- "Later Tonight" (com Woody Herman e sua orquestra)

## Recepção
Para o estadunidense Bosley Crowther, do New York Times, falta ao filme "não apenas originalidade, mas também humor, verve e cor".
O brasileiro Moniz Viana também não gostou. Em sua coluna no Correio da Manhã ele descreveu a fita como a pior de John Brahm, um musical desconexo e "medíocre".